# Jällabjär
Gällabjer eller Jällabjär är ett 126,1 hektar stort naturreservat ägt av Naturvårdsverket, beläget cirka 2 km nordost om Röstånga i Svalövs kommun i Skåne.

## Natur

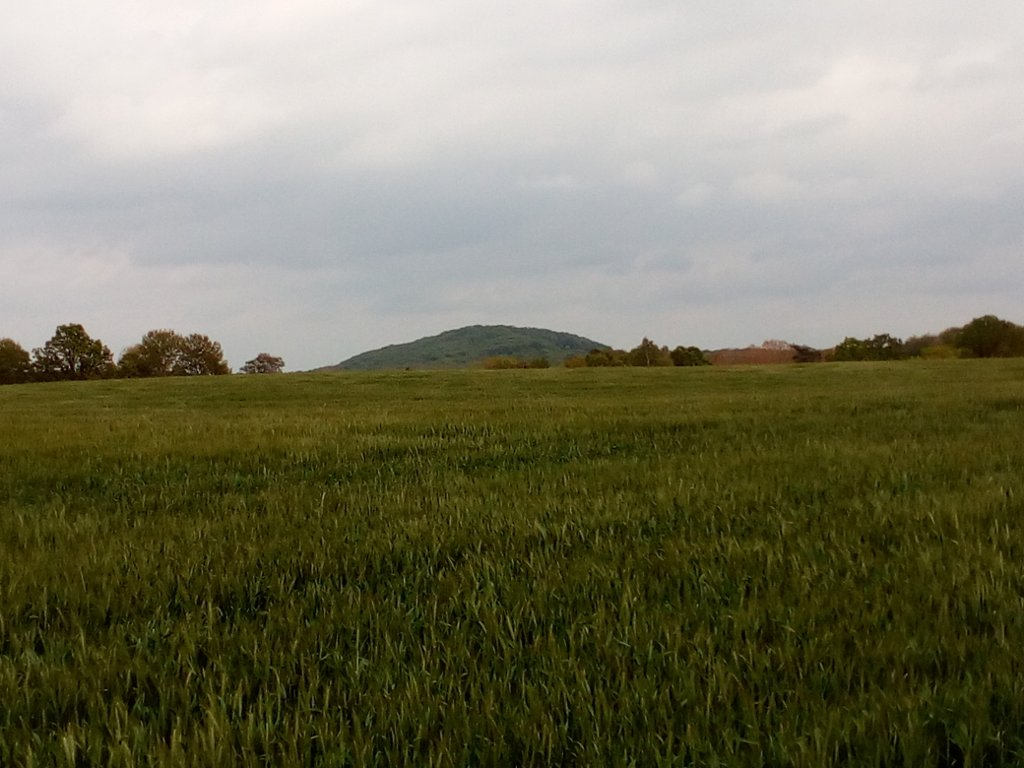
Gällabjer sett från Röstånga

Gällabjer är en 50 meter hög kulle. Under dess skogklädda topp döljer det sig en av de vulkaner som bildades i Skåne under jura och krita för mer än 100 miljoner år sedan. Årmiljoner har förflutit sen den var aktiv och spred aska och flytande lava över dess omgivning. Det mesta av vulkankäglorna har idag vittrat ner, kvar finns dock delar av den hårda och motståndskraftiga bergarten basalt som stelnade i kraterröret i samband med att vulkanen slocknade. Denna uppstående erosionsrest av den stelnade basaltmagman kallas basaltkupp. Runt denna har inlandsisen skulpterat fram de mjuka sluttningarna som består av grus och sten som forslats hit av isen. Det finns omkring 150 utslocknade vulkaner av denna typ i Sverige, alla belägna i Skåne och Gällabjer är den största av dessa.
Naturen runt Gällabjer är omväxlande. Kullen är täckt av en högvuxen bokskog, medan sluttningarna utgörs av öppna betesmarker och björkhagar. På våren är hagmarkerna som vackrast, då en nästan heltäckande vitsippsmatta breder ut sig. På de övre delarna av berget finns, tack vare den vulkaniska berggrundens höga näringsinnehåll, en mer artrik flora, med gulsippa, gulplister, tandrot, smånunneört, desmeknopp lundbräsma och vårlök. I naturreservatet finns även torra hedar (enefälader) och alkärr.
Sedan 1977 har Gällabjer varit ett naturreservat och sedan 2005 även ett Natura 2000 område där en bevarandeplan för Gällabjer har utstakats för att bevara dess naturvärden. Genom området går även den del av Skåneleden som kallas "Ås till åsleden".

## Kaolinbrytning
På 1980-talet gjordes ett kaolinfynd på Billinge Fälad norr om Billinge, nära Gällabjer. 1994 lämnade Wermland Guldbrytning AB (nu Svenska Kaolin, dotterbolag till Tricorona) in en ansökan om att få bryta kaolin där. Detta ledde till protester på grund av den känsliga natur som finns i närheten. 2002 sade Miljööverdomstolen nej. 2007 lämnades en ny ansökan in av samma företag. 2010 sa Länsstyrelsen i Skåne nej till ansökan för att den negativt skulle påverka vattenkvalitén i Rönne å. I januari 2019 hade ärendet kommit till slutlig prövning i Mark- och miljööverdomstolen som redan 2017 först sagt nej men det beslutet överklagades och nu gäller en mindre brytning. Domstolen besökte i januari 2019 området och beslut väntas våren 2019.

## Stavning
Stavningen av området varierar:
- Naturvårdsverket[8] och Länsstyrelsen i Skåne län[9] stavar naturreservatet Gällabjer.
- Som Natura 2000-område stavas det Gällabjär av Länsstyrelsen i Skåne län[2].
- Stavningen enligt informationstavlan vid naturreservatet och Lantmäteriets kartor är Jällabjär.
- Även stavningen Jällabjer förekommer.